# Districte de Kanpur Nagar
El districte de Kanpur Nagar és una divisió Administrativa d'Uttar Pradesh, Índia, sorgida de la divisió del districte de Kanpur. La capital és Kanpur. La població és de 3.307.00 habitants
Està dividit en tres tehsils rurals:
- Kanpur Nagar
- Gathampur
- Bilhaur

Sis àrees urbanes:
Kanpur Nagar Nigam, Kanpur Cantonment, Ghatampur Nagar, Bilhaur Nagar, Shivarjpur Nagar i 
Bithoor Nagar.
I en 10 blocks de desenvolupament: Kalyanpur, Vidhunu i Sarsaul (a Kanpur Nagar), Ghatampur, Patara i Bheetraganv 	(a Ghatampur) i Bilhaur, Kakwan, Choubepur i Shivrajpur (a Bilhaur).
El districte de Kanpur es va dividir en dos districtes el 1977 però aquesta divisió fou anul·lada el 1979, per finalment ser restaurada el 1981.